# Jarkovac
Jarkovac (serbisch-kyrillisch Јарковац, ungarisch Árkod, deutsch Jarkowatz, rumänisch Iarcovăț) ist ein Ort im serbischen Banat und gehört zur Opština Sečanj.

## Demografie
In Jarkovac bilden die Serben die ethnische Mehrheit (76,27 %), gefolgt von Ungarn (8,69 %) und Rumänen (5,72 %). Die Einwohnerzahl sinkt beständig; in den 1950er-Jahren zählte der Ort noch über 3000 Einwohner, 2011 waren es nurmehr 1505 Ortsansässige.

## Religion
Verlässliche Daten fehlen, aber es kann angenommen werden, dass die im barocken Stil errichtete, einschiffige serbisch-orthodoxe Kirche in Jarkovac in der zweiten Hälfte des 18. Jahrhunderts erbaut wurde. Die künstlerische Gestaltung des Altarraums wurde in den Jahren 1858–1861 vom serbischen Maler Konstantin Danil vorgenommen. 1911 kamen Wandgemälde von Stevan Aleksić hinzu, im selben Jahr wurde die Dachkonstruktion erneuert. Weitere Sanierungsmaßnahmen wurden 1974–1975 sowie 1978 ergriffen.

## Geschichte
Bis zum Vertrag von Trianon (1920) gehörte das Dorf zum Komitat Torontál im Königreich Ungarn, dann zum Königreich der Serben, Kroaten und Slowenen, seit 1928 zum Königreich Jugoslawien, seit 2006 zu Serbien. Während des Balkanfeldzugs wurde der Ort 1941 von der Wehrmacht bis zu deren Abzug 1944 besetzt.